# Chalcides simonyi
Chalcides simonyi е вид влечуго от семейство Сцинкови (Scincidae). Видът е застрашен от изчезване.

## Разпространение
Разпространен е в Испания.